# Ivan Stipaničić
Ivan Stipaničić, hrvaški general, * 16. september 1911, Grižane-Belgrad, † 1998, Grižane-Belgrad.

## Življenjepis
Leta 1942 se je pridružil NOVJ in KPJ; med vojno je bil politični komisar v več enotah.
Po vojni je bil načelnik oddelka v upravi DSNO, vojaški oblasti in pomočnik poveljnika vojaškega področja.